# Robert Oberrauch
Robert Oberrauch (Bolzano, 6 novembre 1965) è un ex hockeista su ghiaccio, dirigente sportivo e politico italiano.

## Carriera sportiva
Difensore, ha giocato per quasi tutta la sua carriera nell'Hockey Club Bolzano, tra le file dei quali esordì nel 1982. Fece poi esperienza per una stagione nella WHL (Western hockey league), una lega giovanile canadese. Al ritorno in Italia divenne un punto fermo della formazione biancorossa, con cui ha vinto otto scudetti (1983, 1984, 1985, 1988, 1995, 1996, 1997, 1998) e due Alpenliga (1994 e 1995)
L'unica stagione giocata lontana dall'Alto Adige la passò a Milano, tra le file dei Devils (1989-90).
Importante anche la sua carriera in nazionale, dove si distinse fino a diventarne il capitano per molti anni nel corso degli anni '90. Ha esordito col Blue Team il 5 marzo 1986 in un'amichevole contro l'Austria, mettendo a segno la sua prima rete qualche mese più tardi in un Cina-Italia 2-6 giocato ad Harbin il 5 settembre dello stesso anno.
Con la maglia azzurra ha partecipato ai Giochi olimpici invernali del 1992 ad Albertville, del 1994 a Lillehammer e del 1998 a Nagano, ai mondiali di gruppo B del 1987, 1989, 1990 e 1991 e a quelli di gruppo A del 1992, 1993, 1994, 1995, 1996 e 1998.
Oberrauch ha concluso la sua carriera sportiva al termine della stagione 1997-1998.
Nell'aprile 2020 è stato selezionato dalla federazione internazionale nella ideale miglior nazionale italiana di tutti i tempi assieme a Mike Rosati, Armin Helfer, Lucio Topatigh, Roland Ramoser e Mario Chitarroni.

## Palmarès

### Club
- Campionato italiano: 8:

Bolzano: 1982-83, 1983-84, 1984-85, 1987-88, 1994-95, 1995-96, 1996-97, 1997-98
- Alpenliga: 1

Bolzano: 1993-1994
- Torneo 6 nazioni: 1

Bolzano: 1994-1995

### Nazionale
- Campionato del mondo - Gruppo B: 1

Jugoslavia 1991

## Imprenditore e dirigente sportivo
Dopo la fine dell'attività sportiva, si è dedicato all'attività imprenditoriale, in particolare nel ramo immobiliare portando avanti l'azienda di famiglia. Successivamente è entrato al fianco del fratello Karl, che era a capo della filiale italiana, in Babcock&Brown, gruppo finanziario australiano attivo nel business della consulenza finanziaria.
Ha ricoperto per due volte anche il ruolo di vicepresidente dell'HC Bolzano, dal 2000 al 2002 e poi nuovamente dal 2008 al 2010. Dei biancorossi era stato anche direttore sportivo (nel 1999-2000) e, per un breve periodo, allenatore (nel 2001).
Dal 21 agosto 2012 è stato presidente della società calcistica bolzanina Virtus Don Bosco, ruolo che ha lasciato nel maggio 2015, pur restando nel direttivo della società.
Nell'agosto 2015 ha assunto la presidenza della neonata Associazione Calcio Virtus Bolzano, costituitasi a seguito della fusione del FC Bolzano 1996 con la Virtus Don Bosco.

## Carriera politica
In occasione delle elezioni amministrative del 2010 è stato candidato a sindaco di Bolzano dalla coalizione di centro-destra (PdL, Lega Nord, Unitalia, DC e la lista civica Forza Bolzano) in contrapposizione a Luigi Spagnolli, candidato del centro-sinistra nonché sindaco uscente; ne è uscito sconfitto al primo turno, ottenendo il 32,7% contro il 52,4% dell'avversario. Sempre all'interno della destra, la sua candidatura fu opposta da Alberto Berger, a nome dell'associazione Athesis, a causa del "cospicuo reddito" di cui Oberrauch avrebbe disposto.